# Australische Badmintonmeisterschaft 2011
Die Australische Badmintonmeisterschaft 2011 fand vom 24. bis zum 27. August 2011 in Burnie statt. 

## Sieger und Platzierte
| Disziplin    | Gold                           | Silber                        | Bronze                        |
| ------------ | ------------------------------ | ----------------------------- | ----------------------------- |
| Herreneinzel | Nicholas Kidd                  | Himanshu Thacker              | Michael Fariman               |
| Herreneinzel | Nicholas Kidd                  | Himanshu Thacker              | Wesley Caulkett               |
| Dameneinzel  | Michelle Zhang                 | Verdet Kessler                | Tara Pilven                   |
| Dameneinzel  | Michelle Zhang                 | Verdet Kessler                | Ann-Louise Slee               |
| Herrendoppel | Wee Ung Hii Chris Ong          | Wesley Caulkett Raymond Tam   | Sam Burnett Matthew Gillie    |
| Herrendoppel | Wee Ung Hii Chris Ong          | Wesley Caulkett Raymond Tam   | Joel Findlay Nathan David     |
| Damendoppel  | Ann-Louise Slee Michelle Zhang | Verdet Kessler Talia Saunders | Ee-Jun Ban Gerrelyn Glico     |
| Damendoppel  | Ann-Louise Slee Michelle Zhang | Verdet Kessler Talia Saunders | Leilei Huang Elena Kwok       |
| Mixed        | Nicholas Kidd Talia Saunders   | Raymond Tam Ann-Louise Slee   | Chad Whitehead Verdet Kessler |
| Mixed        | Nicholas Kidd Talia Saunders   | Raymond Tam Ann-Louise Slee   | Joel Findlay Tara Pilven      |